# 法國憲法
法蘭西共和國憲法（法語：Constitution française）是以宪章和宪法等名义颁布并优先于其它任何层次法律（参考：法国法律中的标准层次）的用以组织法国历代及当代国家机关的一系列不同法律文本 。法国宪法不是纯粹的“实体法”或者“习惯法”，其在不同时期有着不同的制度性实践，并且有时会有超越其自身法律文本的做法——例如，法国1875年宪法虽然赋予了法国总统极大的权力，但在后来的法律实践中总统其实是一个虛位元首。

## 現行憲法
法國的現行憲法是1958年《法蘭西共和國憲法》，通常被叫做第五共和國憲法。该宪法在1958年9月28日宪法公投通过，并于同年10月4日正式颁布。該憲法由戴高樂推動制定，米歇爾·德勃雷起草，取代原來的第四共和國憲法。自頒佈以來，其歷經24次憲法修正，最近一次在2008年。目前仅次于實行65年的法兰西第三共和国1875年宪法，現時是法国历史上第二长寿的宪法。

當代法國政治體制

憲法序言回顧了1789年人權宣言以來的法國歷史，旨將法國建立為一個世俗的、民主的並且主權在民的國家。憲法規定了總統和議會的選舉、政府任命、以及兩者權力和相互關係。還確認了司法權威以及其審判總統的權力。還確立了憲法委員會、經濟委員會、社會委員會等機構。憲法在制定之初，就確保了總統強有力的政治權力，包括統御軍隊，任免總理和解散國民議會的權力等。
憲法還許可國際條約以及有關歐盟條例的批准和實行，但是某些形式的條約（如互惠儲備）是否與歐盟法律相符合尚不明晰。還規定了憲法修正案的實施程序。

### 憲法集團
1971年，法國憲法委員會作出了一個里程碑式的決定，援引了憲法序言以及其提及的來自於1789年《人权和公民权宣言》的若干原則，認可將此作為否決某項法律的依據。由此，憲法成為憲法集團，憲法集團不再僅僅包含憲法內文，還包括了其在序言所徵引的其他文件：
- 1789年《人权和公民权宣言》
- 1946年《第四共和國宪法序言》
- 2004年《环境宪章》

因而，向憲法委員會提交法律可能性大大增加；而在實際實踐中，反對派將所有有爭議的法律交予憲法委員會審核。

## 宪法史
詳細信息：法國憲法史
法国宪法的历史跌宕起伏，政治体制曾经从国民公会统治的一个极端到维希法国的法西斯反动独裁统治的截然不同的另一个极端。自1789年大革命以来，宪法的历史可以分为4个阶段，分别为1789- 1848、1848- 1879年、1879- 1958年以及1958年至今。

### 1789- 1848年：第一个时期
从大革命开始到二月革命的短短59年间，法国先后建立起国民公会统治、威权主义、君主立宪以及议会制的政体，虽然这些体制都最终倒台，但不可否认它们奠定了法国的共和國宪政传统。由革命建立起来的由国民代表代表人民来统治国家的传统逐渐走向了它的极端反面，而以此为基础建立起来的以立法权为主导的政体在拿破仑·波拿巴的操弄下变成以行政权为中心，而后来的全民表决则使议会失去了其所有实质权力。第一帝国的极端集权也激起了更多反对，但这一次人们开始寻求走中间路线：在第二次波旁复辟期间，众议院把持政府权力；而七月王朝更是首度确立了议会制的国家体制。

### 1848- 1879年：第二个时期
从第二共和国到第三共和国，政治在尝试过多种模式后最终到达平衡。第二共和试图在强有力的政府和议会主导权之间作平衡，但最终行政获得了主导地位。第二共和国通过普选选出了总统，而总统获得了与国民议会相同的合法地位，但这也为新的帝国开辟了道路。虽然拿破仑三世的第二帝国最终成功演化为进步的民主政体，但它在1870年宪法中仍希望借由原先的议会政体维持着两种法统：一个是经由普选产生的议会，一个是由公决产生、权力由人民赋予的皇帝。与之对应的是奥尔良派与波拿巴派的矛盾，这也更是议会制与独裁制之间的矛盾。1870年普法战争爆发，第二帝国灭亡。第三共和国建立，并在一开始的时候就融合了各种制度，第一次同时实现了议会制、共和制、以及普遍选举制。

### 1879- 1958年：第三个时期
第三共和国的政治实践延续了1789年确立的融合道路：但议会变得更像大革命时期的国民公会，有着滥权的倾向；而总统只是政府的一个虚职；政府只能通过具有法律效力的行政命令行政，在危急关头难以有效应对（例如1958年危机）。法国宪法史的第三部分从1879年一直延续到了1958年：民主、普选、和政府稳定的均衡成为了一大问题——为满足国家治理的基本需求，国家急需改革以强化政府权力。尽管有有大量的修宪提案被提出，但大多数都被议会否决，只有少数获得了通过；在这少数提案当中，1935年1月31日法令因为建立起以总理为核心的行政制度而至关重要。接着在维希时期，政府利用长期以来的反议会情绪解除了议会的权力，恢复了行政权力的主导性地位；并且通过天主教“天命论”和法西斯神话蛊惑民众，对人民进行直接统治。作为拨乱反正，新的第四共和国试图组织一个理性化的议会制政体，并同时维持一个稳定而强有力的政府。然而它最终失败了。第五共和国旋即成立，并在与之前不同的宪政遗产上建立其新的体制。

### 1958年至今：第四个时期
1958年宪法赋予了法國总统前所未有的权力，在内政和外交两个方面都大大加强了总统的作用；而总统更是有了任命总理和解散國民議會的权力。
在1962年公投中，戴高乐更是宣布共和国总统由人民直接选举产生，进一步加强了国家元首和人民之间的直接联系，从而巩固了其行政权力源于国民的的合法地位。但在实践中，总统权力一直过于强势，而政府和议会通常只能处于从属或顺从地位——这一失衡表现在任期方面：议会任期只有5年，而总统可以有7年任期。因而法国在2000年立法削减总统任期，更在2008年修宪正式限制总统最多只能连任一届。在“左右共治”的情况下，由宪法赋予的行政权力却被拆分：总统領導了政府的大部分权力，并称其为总统的“被保留的领域”（例如国防、外交，法语：domaine réservé）。根据宪法第十五条规定：共和国总统是军队的统帅；总统主持最高国防会议和国防委员会。第二十条规定：政府决定并指导国家的政策。政府掌管行政部门和武装力量。政府依照第四十九条和第五十条规定的条件和程序，对议会负责。第五十二条规定：共和国总统议定并且批准条约。为了缔结无需总统批准的国际协定而进行的一切谈判，都应当报告总统。也有些人质疑这一“被保留的领域”违宪。

## 法国宪法一览
从最早的《1791年法国宪法》到法国现行的《1958年法国宪法》，历史上法国有着众多的宪法文本，而当中每一部宪法又是和其统治时期紧密关联的。以下是各时期的法国宪法：

1780年以来法国的国体、政体和宪法一览：蓝色代表行政权力强势；紫色代表行政与立法权力相当；红色代表立法权力占优势。

### 旧制度及君主统治时期
- 《法兰西王国基本法（法语：Lois fondamentales du royaume de France）》（约1575）
- 《人权和公民权宣言》（1789）(原文)
- 《1789年制宪条款（法语：Articles de constitution de 1789）》
- 《1791年法国宪法》(原文)

#### 第一共和及第一帝国时期
- 《共和元年宪法》（1793）(原文)

- 《共和三年宪法》（1795）(原文)

- 《共和八年宪法》（1799）(原文)

- 《共和十年宪法》（1802）

- 《共和十二年宪法》(原文) （1804）
  - 《帝国宪法附加法》（1815）

#### 波旁复辟及七月王朝时期
- 《1814年宪章》(原文)
- 《1830年宪章（法语：Charte constitutionnelle du 14 août 1830）》(原文)

#### 第二共和及第二帝国时期
- 法兰西第二共和国《1848年法国宪法（法语：Constitution française du 4 novembre 1848）》(原文)
- 法兰西第二帝国《1852年宪法（法语：constitution de 1852）》(原文) 
  - 《1852年11月7日关于支持修宪的元老院组织法令（法语：Sénatus-consulte du 7 novembre 1852 portant modification à la Constitution）》(原文)
  - 《1870年5月21日关于为推进自由化改革修改帝国宪法的元老院组织法令（法语：Sénatus-consultes sous Napoléon III）》(原文)

#### 第三共和及维希法国时期
- 《里韦法（法语：Loi Rivet）》（1871）
- 《特雷韦纳克法（法语：Loi Tréveneuc）》（1872）
- 《1875年法国宪法》

1. 1875年2月24日的参议院组织法
2. 1875年2月25日的政权组织法
3. 1875年7月16日的政权机构关系法

- - 维希法国的17部宪法法案（法语：Actes constitutionnels du régime de Vichy）
  - 《1945年宪法律（法语：Loi constitutionnelle du 2 novembre 1945）》

#### 第四共和国时期
- 《1946年法国宪法（法语：Constitution française du 27 octobre 1946）》
  - 《人权和公民权宣言》

#### 第五共和国时期
- 《1958年法國憲法（法语：Constitution française du 4 octobre 1958）》
  - 《人权和公民权宣言》
  - 《1946年宪法序言（法语：Préambule de la Constitution du 27 octobre 1946）》
    - 共和国法律认定的基本原则（法语：Principes fondamentaux reconnus par les lois de la République）（1971）

  - 《环境宪章（法语：Charte de l'environnement）》(2004)

## 外部連結
- 1789年至今的国民会议史 （页面存档备份，存于）（法语）
- 宪法法庭：法国宪法史缩影 （页面存档备份，存于）（法语）
- 宪法委员会网址上1791年至今的法国宪法文本 （页面存档备份，存于）（法语）
- 法国宪政的产生与发展 （页面存档备份，存于）
- 法国的法律制度 （页面存档备份，存于）